# فيرنر كليمنت
فيرنر كليمنت (بالألمانية: Werner Clement)‏ هو اقتصادي نمساوي، ولد في 1941 في إنسبروك في النمسا.